# Claude Goudimel
Claude Goudimel (magyarosan Goudimél Kolozs),(Besançon, (Franche-Comté), a 16. század eleje – Lyon, 1572. augusztus végén)  francia hugenotta zeneszerző, a genfi zsoltárok egy részének, valamint református dicséreteknek a zeneszerzője.

## Életpályája
Születési ideje bizonytalan. Korábban 1500 és 1505 közé tették, mai források viszont 1514 és 1520 közötti évekre datálják.
Első művei Párizsban  Nicolas du Chemin kiadványaiban jelentek meg 1549 és 1554 között. Ezután Ronsard-ral dolgozott az Amours című művön (1552). 1551-től dolgozott a hugenotta körökkel:  a Béza Tódor  és Clément Marot által lefordított zsoltárokhoz ő szerzett dallamokat, amelyeket a franciaországi hugenottákon kívül a magyarországi reformátusok is befogadtak és a mai énekes könyvükben levő 150 zsoltáron kívül, a dicséreteknek  is jelentős részét a Goudimel által szerzett dallamok szerint éneklik; de használják ezek egy részét a holland reformátusok és a németországi protestánsok is. Sokáig úgy tartották, hogy Goudimel volt első mestere Palestrinának is.
1557 – 1567 között Metzben élt, majd szülővárosába költözött, végül Lyonba telepedett le, ahol betegsége is marasztalt. 1559 előtt öt misét szerzett, köztük egy Magnficat címűt. A párizsi Szent Bertalan-éjt követő vidéki vérengzések során Goudimelt Lyonban meggyilkolták és tetemét a folyóba vetették.